# Fajsz d'Ungheria
Fajsz, talvolta indicato come Falicsi, (... – 10 agosto 955), è stato capo dei magiari dal 950 circa al 955 circa.
Tutte le informazioni sulla sua persona derivano dal De administrando imperio, opera redatta dall'imperatore bizantino Costantino VII Porfirogenito. Nessun'altra fonte contemporanea o cronaca magiara di epoca successiva riporta il suo nome, circostanza che suggerisce che non abbia giocato un ruolo attivo nella politica della confederazione delle tribù ungare.

## Biografia
Fajsz era l'unico figlio conosciuto di Jutotzas, a sua volta terzo discendente di Árpád, il quale guidò la confederazione delle tribù ungare al momento della loro conquista del bacino dei Carpazi tra l'895 e il 907 circa.
Dopo la morte di Árpád, avvennero cambiamenti fondamentali nel governo della confederazione tribale. Sebbene le varie tribù diedero vita anche in seguito ad incursioni congiunte, non si assistette più per un certo periodo al fenomeno di obbedienza ad una forte autorità centrale. Tuttavia, come sottolinea lo storico Miklós Molnár, «la supremazia degli Arpadi assunse un valore incontrastabile» dopo la metà del IX secolo. Lo testimoniano alcuni visitatori ungari giunti a Costantinopoli, tra cui Termatzus, un pronipote di Árpád, i quali informarono l'imperatore Costantino VII intorno al 948 che il «primo capo» degli ungari «era subentrato per successione alla famiglia di Árpád». Costantino VII Porfirogenito riferisce anche che Fajsz era il capo della confederazione delle tribù ungare intorno al 950. Lo storico Gyula Kristó afferma che Fajsz abdicò dopo la catastrofica sconfitta dei magiari da parte dei franchi orientali nella battaglia di Lechfeld nel 955.

## Nome ed eredità
Il nome di Fajsz, riportato in due forme diverse (Phalitzi e Phalis) può essere ricondotto sia al termine ungherese che sta per "mezzo" (fél) sia al verbo fal ("divorare"). Lo storico György Györffy propone che i villaggi chiamati Fajsz presenti nella pianura pannonica (su tutti quello presente nella contea di Bács-Kiskun, in Ungheria) devono il nome a lui. Basandosi sulla forma Phalitzi registrata del nome di Fajsz, Gyula Kristó rigetta questa ricostruzione.

### Fonti primarie
- (EN) Costantino Porfirogenito, De administrando imperio, a cura di Gyula Moravcsik, traduzione di Romillyi J. H. Jenkins, Dumbarton Oaks Center for Byzantine Studies, 1967, ISBN 0-88402-021-5.

### Fonti secondarie
- (EN) Florin Curta, Southeastern Europe in the Middle Ages, 500-1250, Cambridge, Cambridge University Press, 2006, ISBN 978-0-511-81563-8.
- (EN) Pál Engel, The Realm of St Stephen: A History of Medieval Hungary, 895-1526, I.B. Tauris Publishers, 2001, ISBN 1-86064-061-3.
- (HU) Zoltán Kordé, Falitzi, in Korai magyar történeti lexikon (9-14. század) [Enciclopedia dell'Antica Storia Ungherese (IX–XIV secolo)], Akadémiai Kiadó, 1994,  p. 207, ISBN 963-05-6722-9.
- (HU) Gyula Kristó e Ferenc Makk, Az Árpád-ház uralkodói [Sovrani della casata degli Arpadi], I.P.C. Könyvek, 1996, ISBN 963-7930-97-3.
- (EN) Miklós Molnár, A Concise History of Hungary, Cambridge University Press, ISBN 978-0-521-66736-4.